# Klamorna
Klamorna je skalní hrad východně od vsi Dneboh v okrese Mladá Boleslav a v CHKO Český ráj. Leží asi čtyři kilometry jihovýchodně od Mnichova Hradiště v Příhrazských skalách v nadmořské výšce 340 metrů. Spolu se sousedním skalním hradem Drábské světničky a hradištěm Hrada je od roku 1967 chráněn jako kulturní památka.

## Historie
Nejstarší osídlení Klamorny spadá podle archeologických nálezů již do středního eneolitu, tzn. je asi pět tisíc let staré. Prostor Klamorny a sousedních Hradů byl pak s přestávkami osídlen až do 3. století př. n. l., kdy bylo osídlení násilně vyvráceno. V 9. století byly Hrady nově opevněny a vznikl i šíjový val na Klamorně.

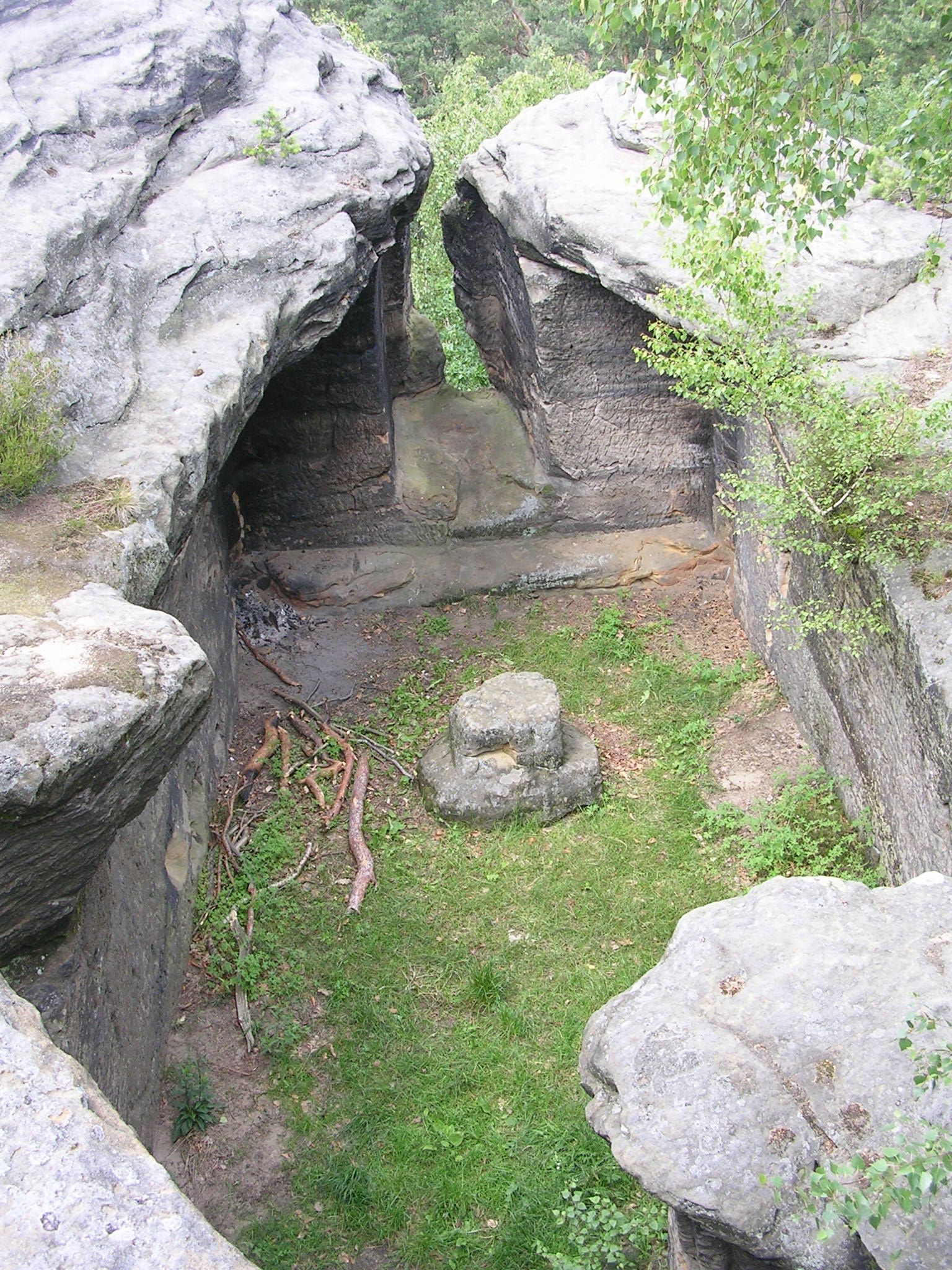
Skalní světnička hradu Klamorna

Od druhé poloviny 13. století byla Klamorna spolu s Drábskými světničkami, Starými Hrady a Hynštou součástí pevnostní soustavy na okrajích vrchu Mužský. Hrad zanikl, ale během husitských válek, kdy okolí ovládali hejtmané Bernart a Bartoš z Valečova, byl na krátkou dobu obnoven.

## Stavební podoba
Hrad stál na pískovcové ostrožně s kolmými stranami oddělené od zbytku skalní plošiny úzkou šíjí. Tu přehrazuje val, který byl vybudován již jako součást pravěkého hradiště. Vrcholové plošiny skal nevykazují stopy zástavby, jen na jižní straně se dochovala ve skále vysekaná cisterna. V zadní části hradu, částečně zničené lomem, se nachází rozsedlina se čtyřmi světničkami. Ve dvou světničkách se dochovaly kamenné stoly a v jedné z nich i zbytky náročněji přitesaného okna. Architektonické prvky umožnily jejich dataci do 15. století.

## Přístup
Klamorna je přístupná pěšky po odbočce z červené turistické značky od Drábských světniček k Valečovu. Ze skal s převýšením 100 m je výhled západním směrem na Pojizeří a Ralskou pahorkatinu. Místo je volně přístupné. Poblíž Klamorny jsou znatelné zříceniny Píčova statku ze 16. století.